# Piotr Meyendorff
Piotr Leonard Swidger bar. Meyendorff (ros. Барон Пётр Казимирович Мейендорф, niem. Baron Peter Leonhard Suidigerius von Meyendorff, ur. 13 sierpnia 1796 w Rydze, zm. 7 marca 1863 w Petersburgu) – rosyjski dyplomata i polityk, tajny radca, ambasador Rosji w Austrii.

## Życiorys
Meyendorff pochodził z inflanckiej gałęzi niemiecko-bałtyckiej rodziny arystokratycznej Meyendorffów von Yxkull. Wraz z braćmi Kazimierzem i Jerzym uczęszczał do założonego przez Napoleona Bonaparte Lycee Impériale w Metz. Studiował na Uniwersytecie w Getyndze.
W 1817 wstąpił do rosyjskiej służby dyplomatycznej. W 1820 został sekretarzem rosyjskiej misji w Hadze, a w latach 1821–1824 był tam chargé d'affaires. Doradca misji w Madrycie (1827–1832), awansował następnie na stanowiska ambasadorskie, wpierw w Stuttgarcie (1832–1839), następnie w Berlinie (1839–1850). Będąc ambasadorem w Prusach dążył do zbliżenia prusko-rosyjskiego, brał udział w przygotowaniu Porozumienia Ołomunieckiego z 1850 pomiędzy Prusami a Austrią, w którym te pierwsze porzuciły ideę Unii Erfurckiej. Konserwatywny rojalista, był niechętny rewolucji 1848. 
Ukoronowaniem jego kariery dyplomatycznej było ambasadorstwo w Wiedniu w latach 1850–1854, podczas którego starał się zmniejszać napięcia na linii Berlin-Wiedeń.  
Od 1854 członek Rady Państwa Imperium Rosyjskiego i Komitetu Ministrów tegoż. W latach 1857–1863 pełnił funkcję naczelnego szambelana dworu i sekretarza gabinetu cara Aleksandra II. Za swoją służbę został wyróżniony najwyższymi rosyjskimi odznaczeniami, m.in. Orderem Świętego Andrzeja (z diamentami). 
W 1843 współzakładał Berlińskie Stowarzyszenie Numizmatyczne. Honorowy Członek Rosyjskiej Cesarskiej Akademii Nauk od 1856. 
Został pochowany na Smoleńskim Cmentarzu Luterańskim w Petersburgu. 

## Rodzina
Piotr Meyendorff był synem barona Kazimierza Meyendorffa, namiestnika Inflant i generała kawalerii oraz jego żony Anny Kathariny von Vegesack, córki sędziego naczelnego Rygi. Jednym z jego braci był Jerzy Meyendorff, oficer i geograf.
Żonaty z Zofią hr. von Buol-Schauenstein, siostrą ministra spraw zagranicznych Austrii Karla Ferdinanda von Buol-Schauensteina. Mieli trójkę dzieci:
- Aleksandra (1831–1855), który zginął pod Sewastopolem podczas wojny krymskiej.
- Rudolfa (1832–1883), adiutanta przybocznego cara Rosji.
- Ernesta(inne języki) (1836–1902), dyplomatę, ambasadora Rosji w Portugalii.